# Walter Fischer (Politiker, 1932)
Walter Fischer (* 25. Mai 1932 in Kleschwitz, Kreis Wohlau/Niederschlesien; † 4. Januar 2013) war ein deutscher Politiker (SPD). Er war von 1990 bis 1994 Mitglied im Landtag Sachsen-Anhalt.

## Ausbildung und Leben
Walter Fischer machte nach dem Besuch der Volksschule und des Gymnasiums eine Landwirtschaftslehre. Anschließend studierte er am Institut für Berufsschullehrerausbildung und 1960 bis 1965 an den Universitäten Leipzig und Halle Landwirtschaft und schloss das Studium als Diplom-Landwirt ab. Ab 1952 war er als Berufs- und Fachschullehrer und als Lehrer an allgemeinbildenden Schulen tätig. 
Walter Fischer, der evangelischer Konfession ist, ist verheiratet und hat eine Tochter.

## Politik
Walter Fischer trat nach der Wende im Februar 1990 in die SDP ein. Er wurde bei der ersten Landtagswahl in Sachsen-Anhalt 1990 über die Landesliste in den Landtag gewählt. 